# Калниболотский район
Калниболотский район — административно-территориальная единица в составе Азово-Черноморского и Краснодарского краёв, существовавшая в 1934—1953 годах. Центр — станица Калниболотская
Калниболотский район был образован 28 декабря 1934 года в составе Азово-Черноморского края. В его состав вошли 3 сельсовета (Калниболотский, Новоивановский и Плоский), а также Незамаевский поселковый совет.
13 сентября 1937 года Калниболотский район вошёл в состав Краснодарского края.
4 мая 1941 года к Калниболотскому району были присоединены Незамаевский и Шевченковский с/с упразднённого Незамаевского района.
22 августа 1953 года Калниболотский район был упразднён. При этом Незамаевский и Шевченковский с/с были переданы в Крыловский район, а Калниболотский, Незамаевский послековый, Новоивановский и Плоский — в Новопокровский район.